# Niemiecka Formuła 3 Sezon 1950
1950 – pierwszy sezon Niemieckiej Formuły 3.

## Kalendarz wyścigów
| Runda | Data        | Tor                  | Pole position     | Najszybsze okrążenie | Zwycięzca (kierowcy) | Zwycięzca (zespoły) |
| ----- | ----------- | -------------------- | ----------------- | -------------------- | -------------------- | ------------------- |
| 1     | 11 czerwca  | Nürburgring          | Gottfried Vollmer | Walter Komossa       | Walter Komossa       | Walter Komossa      |
| 2     | 6 sierpnia  | Fryburg Bryzgowijski | Toni Kreuzer      | Helmut Polensky      | Helmut Polensky      | Helmut Polensky     |
| 3     | 12 sierpnia | Stuttgart            | Helmut Polensky   | Gottfried Vollmer    | Ferdi Lehder         | Ferdi Lehder        |
| 4     | 20 sierpnia | Nürburgring          | Walter Schlüter   | Toni Kreuzer         | Walter Schlüter      | Walter Schlüter     |

## Klasyfikacja kierowców
| Legenda oznaczeń w tabelach wyników Wyświetl szablon na nowej stronie | Legenda oznaczeń w tabelach wyników Wyświetl szablon na nowej stronie                                                                     |
| Oznaczenie                                                            | Wyjaśnienie |
| --------------------------------------------------------------------- | --- |
| Złoty                                                                 | Zwycięzca lub mistrzostwo |
| Srebrny                                                               | 2. miejsce lub wicemistrzostwo |
| Brązowy                                                               | 3. miejsce lub II wicemistrzostwo |
| Zielony                                                               | Ukończył, punktował (w klasyfikacji generalnej, gdy zdobył co najmniej jeden punkt na przestrzeni sezonu, poza trzema powyższymi opcjami) |
| Niebieski                                                             | Ukończył, nie punktował (w klasyfikacji generalnej, gdy nie zdobył co najmniej jednego punktu na przestrzeni sezonu)                      |
| Czerwony                                                              | Nie zakwalifikował się (NZ) |
| Czerwony                                                              | Nie prekwalifikował się (NPK) |
| Różowy                                                                | Nie ukończył (NU) |
| Różowy                                                                | Niesklasyfikowany (NS) (w klasyfikacji generalnej, gdy nie został sklasyfikowany w żadnym wyścigu sezonu)                                 |
| Czarny                                                                | Zdyskwalifikowany (DK) |
| Czarny                                                                | Wykluczony (WYK/EX) |
| Biały                                                                 | Nie wystartował (NW) |
| Biały                                                                 | Kontuzjowany (K/INJ) |
| Biały                                                                 | Wyścig odwołany (OD/C) |
| Bez koloru                                                            | Został wycofany (WYC/WD) |
| Bez koloru                                                            | Nie przybył (NP/DNA) |
| Bez koloru                                                            | Nie brał udziału w treningach (NT/DNP) |
| Bez koloru                                                            | Nie został zgłoszony (–) |
| Pogrubienie                                                           | Start z pole position |
| Kursywa                                                               | Najszybsze okrążenie wyścigu |
| †                                                                     | Nie ukończył, ale jego rezultat został zaliczony ze względu na przejechanie więcej niż 90% dystansu wyścigu.                              |
| *                                                                     | Sezon w trakcie |
| 1/2/3                                                                 | Punktowana pozycja w sprincie kwalifikacyjnym                                                                                             |
| Lista systemów punktacji Formuły 1                                    | |

| Poz. | Kierowca          | Zespół            | EIF | FRB | SOL | NÜR | Punkty |
| ---- | ----------------- | ----------------- | --- | --- | --- | --- | ------ |
| 1    | Toni Kreuzer      | Toni Kreuzer      | NU  | 2   | 2   | 2   | 12     |
| 2    | Walter Schlüter   | Walter Schlüter   | NU  | 5   | 3   | 1   | 10     |
| 3    | Ferdi Lehder      | Ferdi Lehder      | 2   | NU  | 1   | NU  | 10     |
| 4    | Walter Komossa    | Walter Komossa    | 1   | 6   | NU  | 7   | 7      |
| 5    | Helmut Polensky   | Helmut Polensky   | NU  | 1   | NU  | NU  | 6      |
| 6    | Gottfried Vollmer | Gottfried Vollmer | NU  | 3   | 4   | NU  | 5      |
| 7    | Hellmut Deutz     | Hellmut Deutz     | 4   | 4   | NU  | NU  | 4      |
| 8    | Oscar Frank       | Oscar Frank       | NU  | -   | -   | 3   | 3      |
| 9    | Adolf Glunz       | Adolf Glunz       | 3   | 8   | 6   | NU  | 3      |
| 10   | Willy Arnolds     | Willy Arnolds     | NU  | 11  | 7   | 4   | 2      |
| 11   | Günther Schlüter  | Günther Schlüter  | 5   | 9   | 8   | NU  | 1      |
| 11   | Otto Kolan        | Otto Kolan        | 7   | -   | 5   | NU  | 1      |
| NS   | Helm Glöckler     | Helm Glöckler     | -   | -   | -   | 5   | 0      |
| NS   | Manfred Herbster  | Manfred Herbster  | -   | 7   | NU  | 6   | 0      |
| NS   | Hermann Suttarp   | Hermann Suttarp   | 6   | -   | -   | -   | 0      |
| NS   | Willy Rentrop     | Willy Rentrop     | 8   | 13  | 9   | 8   | 0      |
| NS   | Bruce Campbell    | Bruce Campbell    | 10  | -   | -   | 9   | 0      |
| NS   | Berthold Graetz   | Berthold Graetz   | 9   | -   | -   | NU  | 0      |
| NS   | Jakob Keller      | Jakob Keller      | -   | 10  | -   | -   | 0      |
| NS   | William Lucas     | William Lucas     | NU  | 12  | NU  | NU  | 0      |
| NS   | Karl Budde        | Karl Budde        | -   | 14  | -   | NU  | 0      |
| NS   | Friedrich Dilthey | Friedrich Dilthey | NU  | -   | -   | NU  | 0      |
| NS   | Erich Rode        | Erich Rode        | -   | -   | NU  | -   | 0      |
| NS   | Walter Glöckler   | Walter Glöckler   | -   | -   | -   | NU  | 0      |
| NS   | Wilhelm Lettman   | Wilhelm Lettman   | -   | -   | -   | NU  | 0      |
| NS   | Heinz Lindermann  | Heinz Lindermann  | -   | -   | -   | NU  | 0      |
| NS   | Arnold Pütz       | Arnold Pütz       | -   | -   | -   | NU  | 0      |